# Un flic hors-la-loi (film, 1975)
Pour les articles homonymes, voir Un flic hors-la-loi.
Pour plus de détails, voir Fiche technique et Distribution.
Un flic hors-la-loi (L'uomo della strada fa giustizia) est un poliziottesco, réalisé par Umberto Lenzi, sorti en 1975, avec Henry Silva, Luciana Paluzzi, Silvano Tranquilli, Claudio Gora et Raymond Pellegrin dans les rôles principaux.

## Synopsis
A Milan, sur la Via Monte Napoleone, le braquage d'une bijouterie tourne mal et une petite fille est tuée par un coup de feu tiré par l'un des bandits. Face à l'impuissance de la police locale dirigé par le commissaire Bertone (Raymond Pellegrin), Davide Vannucchi (Henry Silva), le père de la jeune victime, décide d'enquêter lui-même afin de se venger.

## Fiche technique
- Titre français : Un flic hors-la-loi
- Titre original : L'uomo della strada fa giustizia (litt. « L'Homme de la rue rend justice »)
- Réalisation : Umberto Lenzi
- Scénario : Umberto Lenzi et Dardano Sacchetti
- Photographie : Guglielmo Mancori
- Musique : Bruno Nicolai
- Montage : Eugenio Alabiso
- Décors : Giorgio Bertolini
- Costumes : Silvio Laurenzi
- Société(s) de production : Aquila Cinematografica
- Pays d'origine :  Italie
- Genre : Action, thriller et poliziottesco
- Durée : 90 minutes
- Dates de sortie :
  -  Italie : 8 mai 1975

## Distribution
- Henry Silva : Davide Vannucchi
- Raymond Pellegrin : commissaire Bertone
- Luciana Paluzzi : Vera Vannucchi
- Silvano Tranquilli : Giordani
- Claudio Gora : avocat Mieli
- Luciano Catenacci : Pascucci
- Claudio Nicastro (it) : Mannino
- Alberto Tarallo : Lilia
- Susanna Melandri: Clara
- Bruno Di Luia (it) : Claudio Mazzesi
- Vittorio Joderi
- Rosario Borelli (it)
- Ugo Bologna
- Franco Balducci
- Gilberto Galimberti (de)
- Riccardo Petrazzi (it)
- Salvatore Billa (it)
- Dardano Sacchetti
- Corrado Solari (it)
- Rosemarie Lindt
- Nello Pazzafini